# Y.3173
Y.3173 es una recomendación de ITU-T basada en Y.3172 que especifica un  marco para los niveles de inteligencia de evaluación de redes futuras como 5G (IMT-2020). Esto incluye:
- Tendencia de desarrollo de inteligencia de red
- Métodos para evaluar los niveles de inteligencia de la red
- Vista arquitectónica para evaluar niveles de inteligencia de la red

El estándar aborda problemas en la operación, administración y mantenimiento (OAM) de las redes IMT-2020:
- Escenarios de despliegue de red diversificados son
- Terminales diversificados, como en Internet de cosas (IoT)
- Mecanismos manuales de toma de decisiones
- Mecanismos que analizan grandes cantidades de red
- Conectividad de red entre UEs

- Desacoplamiento de software del hardware en redes

- Transición hacia un servicio de red inteligente